# Atanasi (prefecte del pretori)
Atanasi   (segle V - segle VI) en grec: Ἀθανάσιος, va ser un funcionari de l'Imperi Romà d'Orient del segle VI que va servir com a enviat i prefecte del pretori d'Itàlia i Àfrica sota l'emperador Justinià I (r. 527–565).

## Biografia
No se sap res dels orígens ni dels primers anys de vida d'Atanasi. L'historiador Procopi de Cesarea i el poeta africà Corip només registren que l'any 545 ja era gran. Es coneixen dos membres de la família d'Atanasi: el seu germà, el comes i senador Alexandre, que va dirigir ambaixades a la Pèrsia sassànida i a la Itàlia ostrogoda a principis de la dècada del 530, i el seu gendre Leonci, que va dirigir una ambaixada als francs el 551.
Atanasi apareix per primera vegada el 536, quan va ser enviat a Itàlia juntament amb Pere el Patrici per acceptar la rendició de les forces gòtiques, tal com Pere i el rei ostrogot, Teodat, havien acordat en ambaixades anteriors. Teodat, però, en assabentar-se dels revessos imperials a Dalmàcia i de la mort del general Mundus en batalla contra les forces gòtiques, es va animar i va decidir resistir l'atac imperial. Els dos enviats romans van ser arrestats, mentre la guerra es reiniciava. Van romandre empresonats a Ravenna durant tres anys, fins que van ser alliberats el juny/juliol de 539 pel nou rei gòtic, Vitigès, a canvi d'enviats gòtics enviats a Pèrsia que havien estat capturats pels romans. A la seva arribada a Constantinoble, l'emperador Justinià els va recompensar a tots dos amb alts càrrecs, nomenant Pere com a magister officiorum i Atanasi com a prefecte del pretori d'Itàlia. Atanasi va tornar a Itàlia a principis de la primavera del 540, però se sap poca cosa del seu mandat, excepte que va acompanyar els comandants dispersos per Belisari per Itàlia, potser per organitzar els seus subministraments. Atanasi probablement va ocupar el càrrec fins a l'estiu/tardor del 542, quan va ser substituït per Maximí, però sembla que va romandre a Itàlia fins al 544.
A principis del 545, poc després del seu retorn d'Itàlia, l'emperador Justinià va enviar Atanasi com a prefecte del pretori a l'Àfrica, juntament amb el vell senador Areobind, que va ser nomenat nou magister militum de la província. Areobind aviat es va enfrontar a una revolta militar liderada pel dux Numídia, Guntaric. El març del 546, Guntaric va conquerir Cartago i va empresonar Atanasi i Areobind. Quan va ser convocat davant del rebel, Atanasi es va presentar com el seu partidari i es va ocupar d'afalagar Guntaric. Això, i la seva edat avançada, potser el van salvar més tard, quan Areobind va ser assassinat durant un sopar al palau. Segons Corip, Atanasi va planejar el cop d'estat de palau que va assassinar Guntaric i va restaurar el control imperial sobre Àfrica uns mesos més tard: l'oficial armeni Artàban va assassinar el rebel en un banquet. Tot i que Procopi no esmenta el paper d'Atanasi, segons els autors del PLRE això és probable perquè Artàban, o un dels seus col·laboradors propers, va ser la font de Procopi per a l'episodi. En qualsevol cas, després de la mort de Guntaric, Atanasi va actuar ràpidament per assegurar-se el control del seu tresor. Atanasi va continuar en el càrrec i va ser fonamental en la reorganització de les forces imperials sota el comandament de Joan Troglita a l'hivern del 547/548, després de la desastrosa derrota a la batalla de Marta. Encara estava en el càrrec cap al 550, però va ser substituït a tot tardar al setembre del 552.
No se sap res més d'ell, tot i que podria ser el mateix que el senador Atanasi que va ser enviat a Làzica el 556 per investigar l'assassinat del rei Gubazes II pels generals imperials que hi eren destinats, i per examinar les acusacions de traïció formulades per aquests últims contra Gubazes.